# 滝瑛子 (1944年生)
滝 瑛子（たき えいこ、本名：高城 瑛子）、1944年1月3日 - ）は、日本の女優。東京都出身。

## 略歴
1955年、日活「緑はるかに」に子役で出演。1960年8月日活にニューフェイスとして入社し、本名のまま映画数本に端役で出演の他、TVドラマで活躍するが1961年3月に退社。1962年、ユル・ブリンナー、リチャード・ウィドマークらが出演する日（大映）米合作映画「あしやからの飛行」（FLIGHT FROM ASHIYA、マイケル・アンダーソン監督、1964年公開）でジョージ・チャキリスの妻役に抜擢される。これは大映洋画部に勤務していた母のおかげでもあった。同年、大映に入社。1963年、オムニバス映画「嘘」の増村保造監督の「第一話・プレイガール」に主演。同年、「温泉女中」に主演。エキゾチックな美貌を生かした悪女ぶりで有名になる。1968年、NETのディレクター西村泰方と結婚し引退。71年に離婚して芸能界に復帰し、TV等で活躍。

## 出演

### 映画
- 風神雷神（1962年） - 牧紀代子 役
- 犯罪作戦NO.1（1963年） - 寺田佐知子 役
- 赤い水（1963年） - ふみ子 役
- 嘘（1963年） - 林万里子 役
- 背広の忍者（1963年） - 娘暁子 役
- 暗黒街NO.1（1963年） - 浅川邦子 役
- 温泉女中（1963年） - 美代 役
- 悪名波止場（1963年） - 悦子 役
- 傷だらけの山河（1964年） - 小桃 役
- 芸者学校（1964年） - 芸者桃太郎 役
- 黒の爆走（1964年） - 広子 役
- 悶え（1964年） - 神子島しづ子 役
- 幸せなら手をたたこう（1964年） - 田沢邦子 役
- 無宿者（1964年） - お勢以 役
- 座頭市関所破り（1964年） - お仙 役
- あしやからの飛行（1964年） - トミ子 役
- 復讐の牙（1965年） - お銀 役
- 座頭市逆手斬り（1965年） - お米 役
- 兵隊やくざ（1965年） - みどり 役
- 複雑な彼（1966年） - 山本ルリ子 役
- にせ刑事（1967年） - ルリ子 役

### CM
- 資生堂口紅「’61 キャンディトーン」（1961年）
  - 資生堂初となるキャンペーンのCM。出演者は北沢典子・真鍋賀子・滝瑛子・馬渕晴子ら4人[1]。